# Planktonemertes curvicephala
Planktonemertes curvicephala är en djurart som tillhör fylumet slemmaskar, och som beskrevs av Korotkevich 1964. Planktonemertes curvicephala ingår i släktet Planktonemertes och familjen Planktonemertidae. Inga underarter finns listade i Catalogue of Life.